# Lex Cornelia de maiestate
La lex Cornelia de maiestate o lex Cornelia Sullae maiestatis è una legge romana presentata dal dittatore Lucio Cornelio Silla ed emanata nell'81 a.C. per riordinare in modo organico la giurisprudenza relativa al crimen maiestatis.
La legge puniva tutte le azioni volte a minare le istituzioni della Repubblica, affidando il giudizio su tale fattispecie criminale ad un tribunale permanente: la Quaestio perpetua de maiestate. La Lex Cornelia stabiliva inoltre come reato di lesa maestà l'abbandono della propria provincia da parte di un Governatore in carica, indipendentemente che questi lasciasse in armi o meno i territori di propria giurisdizione .
La pena comminata per il delitto di lesa maestà era la pena capitale, commutabile in esilio volontario con aquae et ignis interdictio.
Rientravano nelle previsioni della legge anche le offese ai magistrati.